# Carré rouge (groupe)
Pour les articles homonymes, voir Carré rouge.
Carré rouge est un groupe de hip-hop français, originaire de Marseille, dans les Bouches-du-Rhône. Il se compose de trois rappeurs (Stone Black, Manolo, Jazzy Jazz), et d'un DJ (Soon). Le groupe fait partie d'une seconde génération de groupes marseillais « moins médiatisés, sans accord avec les majors. »

## Biographie
Carré rouge est formé en 1996. Les membres commencent leur carrière en participant à différents LP et notamment à la bande originale du film Taxi de Gérard Pirès, avec le titre « Sale vie infecte » jusqu'à la sortie de leur premier maxi auto-produit intitulé Hommes de terrain au label indépendant Bad Life en 1999. « Ca s'était pas trop mal passé, le truc avait été bien diffusé, donc on s'est dit pourquoi pas continuer et faire un essai avec eux pour l'album. C'était la continuation de notre travail sur Hommes de terrain », explique DJ Soon. 
En 2000, ils participent à l'album Mode de Vie... Béton Style du Rat Luciano. En octobre 2001, le groupe publie son tout premier album collectif De la part de l'ombre, attendu depuis deux ans. Pour l'album, les membres s'inspirent de leur vécu et du côté sombre de la ville de Marseille,.
En 2007, Stone Black de Carré Rouge participe à l'album Chroniques de Mars Vol. 2 du groupe IAM sur la chanson Pas vu venir.

## Discographie

### Apparitions
- 1998 : Vie Infecte (sur la bande originale du film Taxi))
- 1998 : À qui se fier (sur la bande originale du film Zonzon)
- 1998 : Le Cash n'a pas de famille / Sacrifice (sur la mixtape L'odyssée Martienne Chapitre I)
- 1998 : La foule gironde (sur la mixtape Hip-Hop vibes nouveau chapitre)
- 1999 : Black qui marronne (sur la mixtape L'odyssée Martienne Chapitre II)
- 1999 : Biz de rimes (sur la mixtape La Tourmente Vol.1 de Tourment De L'Est)
- 2000 : Mes yeux qui parlent (sur la compilation Marseille Underground)
- 2000 : Adrénaline (feat. Le Rat Luciano)
- 2001 : x2 Titre Inédit (sur la mixtape Original MCs de DJ Venom)
- 2001 : Croire en qui? Croire en quoi? (sur la compilation Sad Street DJ Kheops)
- 2005 : Rouge (sur la compilation Lyrikal K Libre)
- 2006 : Illicite (sur la compilation S.N.T Esprit de clan vol.1)
- 2006 : Junior (sur la compilation Réflexions)
- 2007 : Black Braqueur Vol.1 (mixtape de Stone Black Mixée par DJ Djel (FF))
- 2008 : Street réalité (sur la compilation Département 13)
- 2009 : Mort pour Mort on s'tue (sur l'album de Stone Black)
- 2011 : Stone Black - J'ai ça dans le sang (feat. Melodaz) (sur la compilation PMP Vol.2 -Paris/Marseille Project de DK Prod)
- 2011 : Manolo - Antrax (sur la mixtape Avant l'album mixée par DJ Soon)
- 2012 : Dans l'air du temps (sur l'album de Manolo)
- 2013 : Black Braqueur Vol.2 (sur la mixtape homonyme de Stone Black, mixée par DJ Soon)
- 2020 : Blvckness Vol.2 (sur la mixtape de Stone Black)